# Боргойская баранина

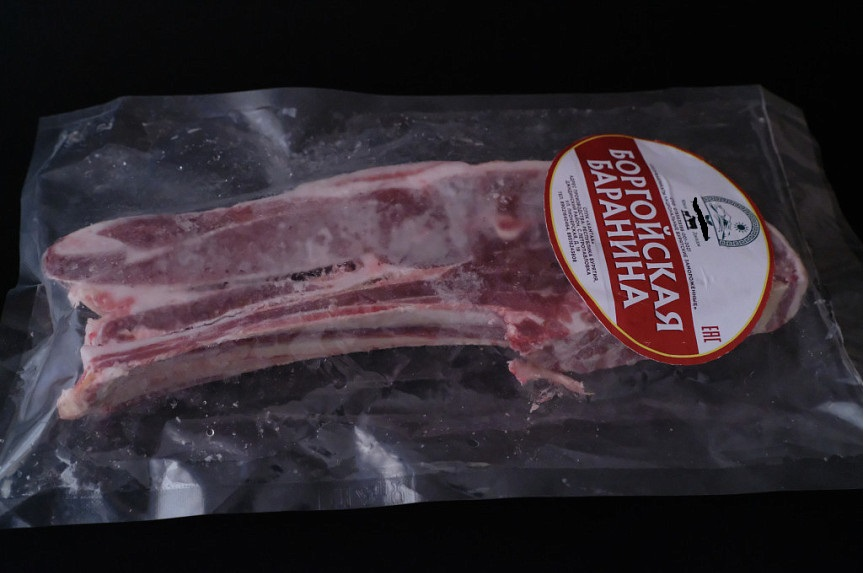
Мясо боргойской баранины в упаковке

Боргойская баранина — солончаковая баранина, особый сорт мяса овец, выращенных в специфических условиях в Джидинской долине в районе улуса Боргой. Является гастрономическим брендом Бурятии.

## История бренда

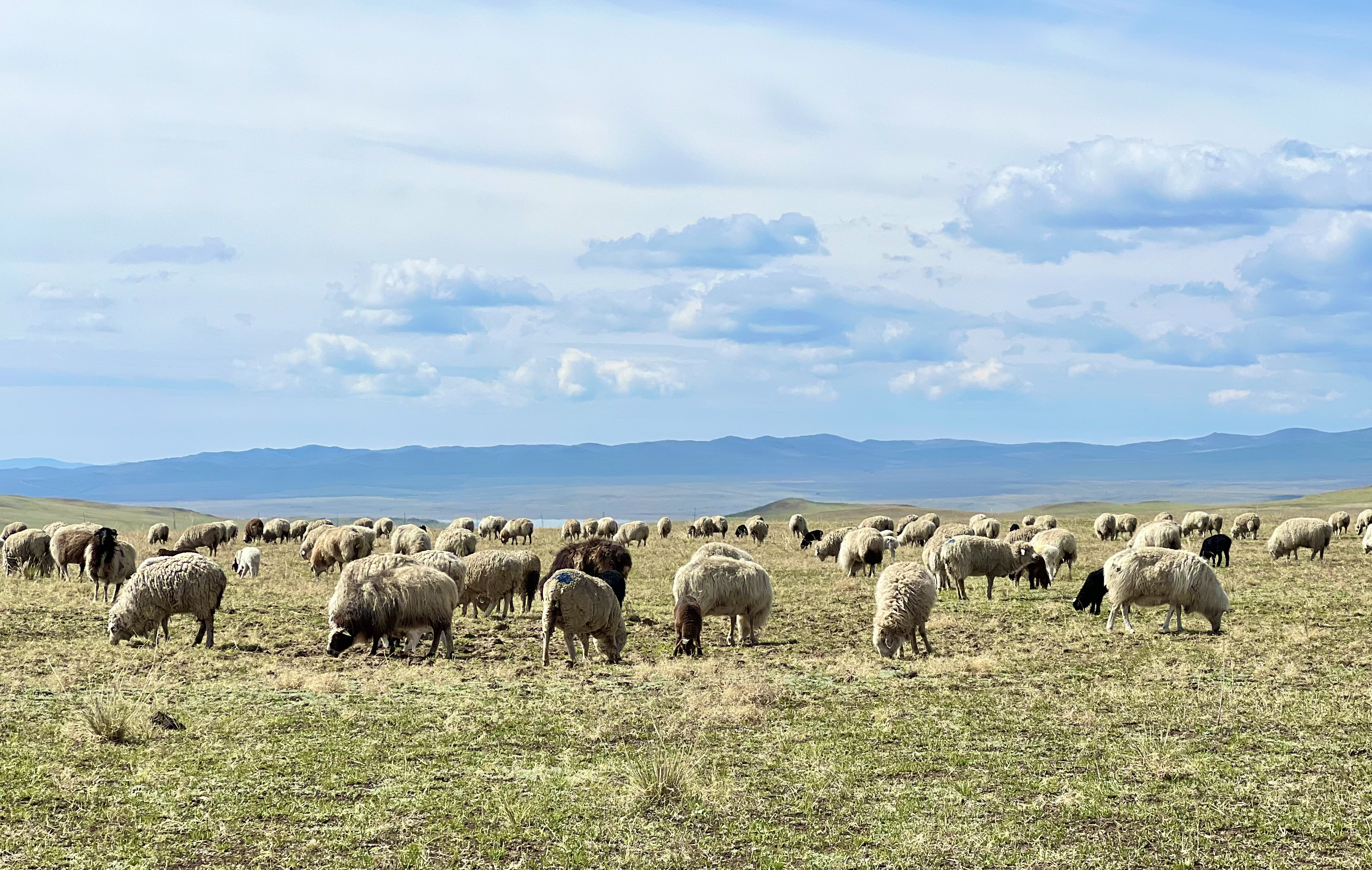
Овцы в боргойской степи

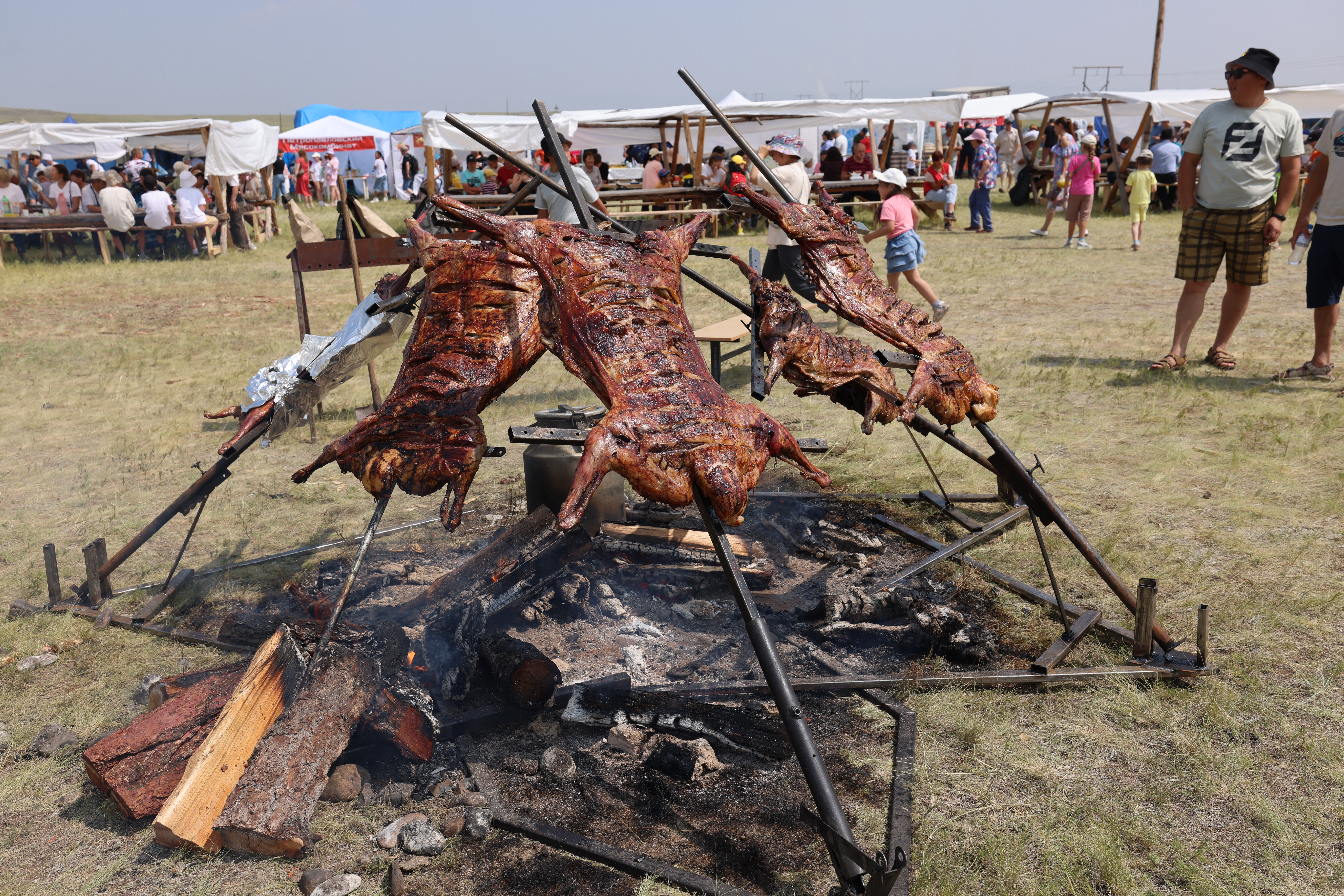
Туши боргойских барашков томятся на углях

Боргойскую баранину в своё время поставляли к столу царского дома Романовых. Боргойская баранина присутствовала в меню торжественного обеда по случаю коронации Николая II. В советское время на рынках Москвы мясо джидинских овец продавали с этикеткой «Боргойская баранина». Продавалась она и в знаменитом Елисеевском гастрономе.
Боргойские овцы живут в благоприятных климатических условиях и пасутся на солончаковых землях. Это и придаёт особый вкус их мясу. О ценности блюд из мяса боргойской баранины говорится в ряде книг, публикаций и путеводителей.
В советское время боргойская баранина считалась одним из лучших сортов в стране. Сообщалось о высоком спросе на неё за границей. Слава боргойской баранины привлекла внимание советских кинематографистов, которыми был снят фильм «Чабаны Боргоя».
В местности около Белоозёрска, который получил название от расположения рядом с ним Белого озера, весной из земли выступает соль — бур. хужар. Появляется соль от воды в озере, которая по химическому составу сама по себе очень плотная. Солевая грязь обладает лечебными свойствами.
Весенними ветрами соляная пыль поднимается в воздух и разносится на близлежащие пастбища, где пасутся овцы, что сказывается на своеобразном вкусе мяса.
Исследование показывают, что в баранине содержится больше, чем в других видах мяса, ненасыщенных жирных кислот, очень мало холестерина, высокое содержание минеральной части. Также в этом виде мяса присутствует достаточное количество ценных компонентов и микроэлементов, в том числе легкоусвояемые белки, фосфор, магний, кальций, селен, витамины В, Е, К, РР и пр.

## Настоящее положение
После распада СССР и развала колхозов бренду боргойской баранины грозило исчезновение. Пагубно сказалось и изменение ботанического состава трав в боргойских степях. В настоящее время идет активная работа по сохранению и продвижению данного бренда. Джидинский район, где находится боргойская степь, считается мясным краем республики.
Племенной завод «Боргойский» — одно из крупнейших сельскохозяйственных предприятий Бурятии. Предприятие числится в лидерах по поголовью овец бурятского типа забайкальской тонкорунной породы. Предприятие было образовано в 1927 году и с тех пор занимается селекционно-племенной работой по разведению овец. Как сообщает Р. П. Пилданов, бурят-монгольские грубошерстные овцы совхоза «Боргойский» за 4-4,5 мес. пастбищного периода увеличивали живую массу с 38,9 до 47,5 кг, или на 22,6 %. Глава Чеченской республики Рамзан Кадыров попросил Бурятию предоставить несколько голов овец для разведения данной породы в Чечне. В настоящее время боргойская баранина претендует на получение статуса официального бренда Бурятии.

## Продвижение бренда
В 2023 году для продвижения бренда «Боргойская баранина» и улучшения экономического положения овцеводов администрация Джидинского района Бурятии начала проводить гастрономический фестиваль «Боргойская баранина», который в первый же год собрал около 6 тысяч посетителей, а в 2024 году на фестивале побывали уже более 8 тысяч гостей, в 2025 году — 12 тысяч посетителей.